# London Pavilion
El London Pavilion es un edificio situado en la confluencia de las calles Shaftesbury Avenue y Coventry Street, en la esquina noreste de Piccadilly Circus en Londres (Inglaterra). Desde su construcción en 1885 fue sucesivamente un teatro, un cine (desde 1934), y desde 1986 es un centro comercial llamado London Trocadero. Desde el 26 de octubre de 1978 es un monumento clasificado (listed building) con el grado II de protección.

## Historia
El primer edificio con este nombre fue un Music Hall construido en 1859 para Loibl y Sonnhammer. Dicho edificio fue el resultado de cubrir el patio de la Black Horse Inn, en la que hoy sería la Great Windmill Street. Se construyó además una galería, pero no podía utilizarse todo el ancho, debido a que una parte de los locales fue utilizada por el Delectable Museum of Anatomy del Dr. Kahn.
En los años 1860 y 70, la ciudad de Londres acometió la apertura y ensanchamiento de varias calles, para mejorar la circulación en aquella zona, entre Charing Cross y Piccadilly Circus. Así se abrieron las calles Shaftesbury Avenue y Charing Cross Road, y se ensanchó Coventry Street. Esta operación requirió el derribo y reconstrucción de numerosas edificaciones, entre las cuales se encontraba el London Pavilion. El nuevo London Pavilion fue reconstruido a escasa distancia, según el diseño de James Ebenezer Saunders, excepto las fachadas del edificio y el interior del restaurante, que corrió a cargo de Robert J. Worley. Las obras comenzaron el 18 de mayo de 1885 y el edificio se inauguró el 30 de noviembre del mismo año, con gran éxito de público. Este nuevo edificio fue el primer teatro de lujo, la primera sala de música con mesas de mármol (para cenar en el propio auditorio). Según Charles Stuart y A. J. Park en The Variety Stage (1895) la reconstrucción marcó una nueva era en el teatro de variedades:

Hasta ahora las salas había dado una prueba inequívoca de su origen, pero los últimos vestigios de sus antiguas relaciones fueron arrojados a un lado ahora, y salieron con todo el esplendor de su gloria recién nacida. Los mayores esfuerzos del arquitecto, diseñador y decorador fueron enrolados a su servicio, y la sala de música chillona y de oropel del pasado dio paso al resplandeciente teatro de variedades de la actualidad, con su fachada clásica del mármol y piedra tallada, su auditorio profusamente equipado, y sus elegantes y lujosos vestíbulos y pasillos brillantemente iluminados por miles de luces eléctricas.
Stuart y Park

El éxito de la empresa condujo a su promotor, Villiers, a formar una sociedad de responsabilidad limitada, la primera en combinar salas de música: Syndicate Halls Ltd.. Lupino Lane hizo su debut en ella en Londres en 1903, como Nipper Lane.
Entre 1912 y 1936, el teatro presentó un programa regular de musicales, entre las cuales estuvo el primer éxito de Noel Coward, On With the Dance, en abril de 1925. Hubo apariciones de Sir Harry Lauder. En octubre de 1921, el actor y cantante Clifton Webb apareció aquí en Fun of the Fair, y de nuevo en octubre del año siguiente como Phidas en Phi-phi.

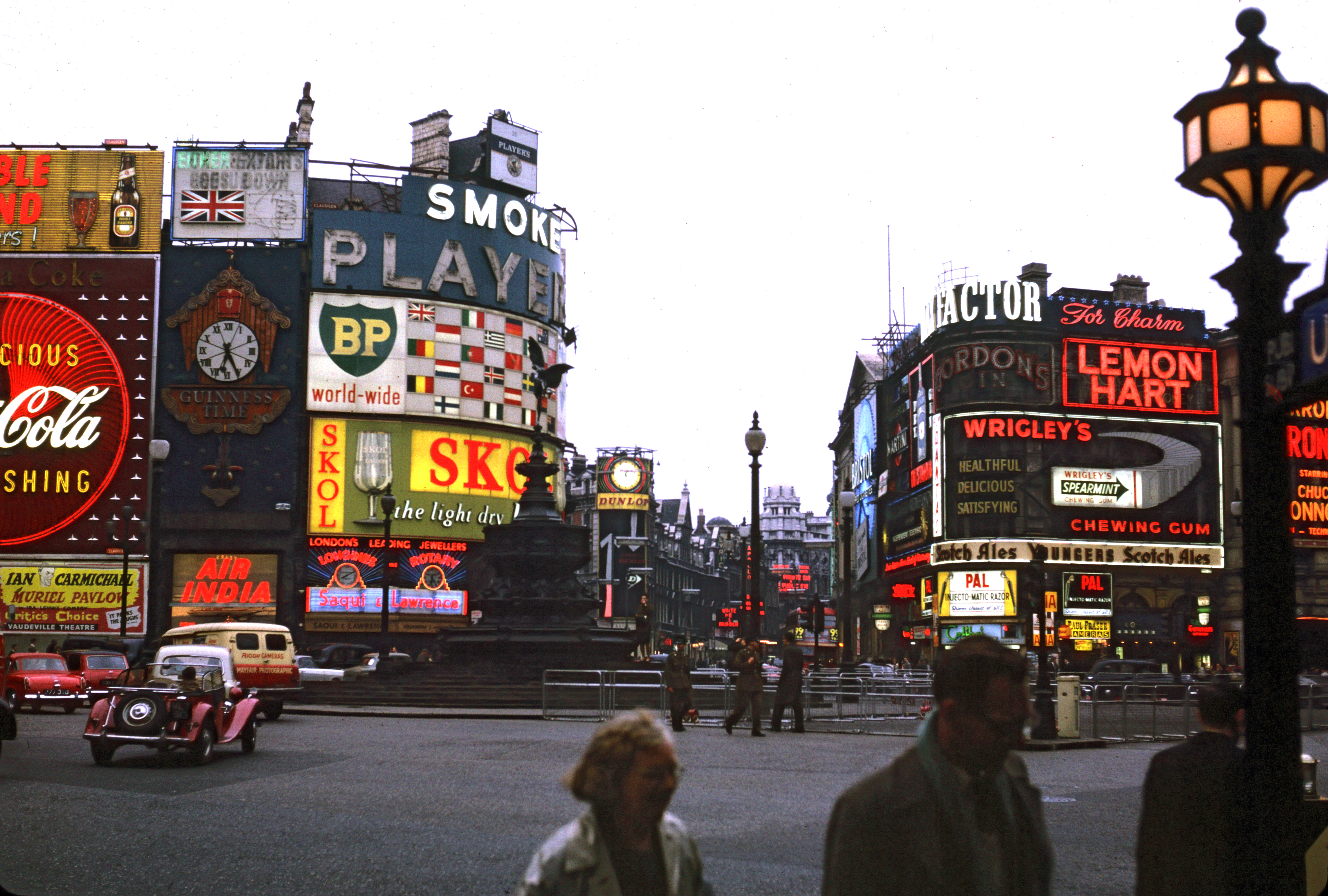
El London Pavilion (derecha) cubierto de anuncios luminosos en 1962.

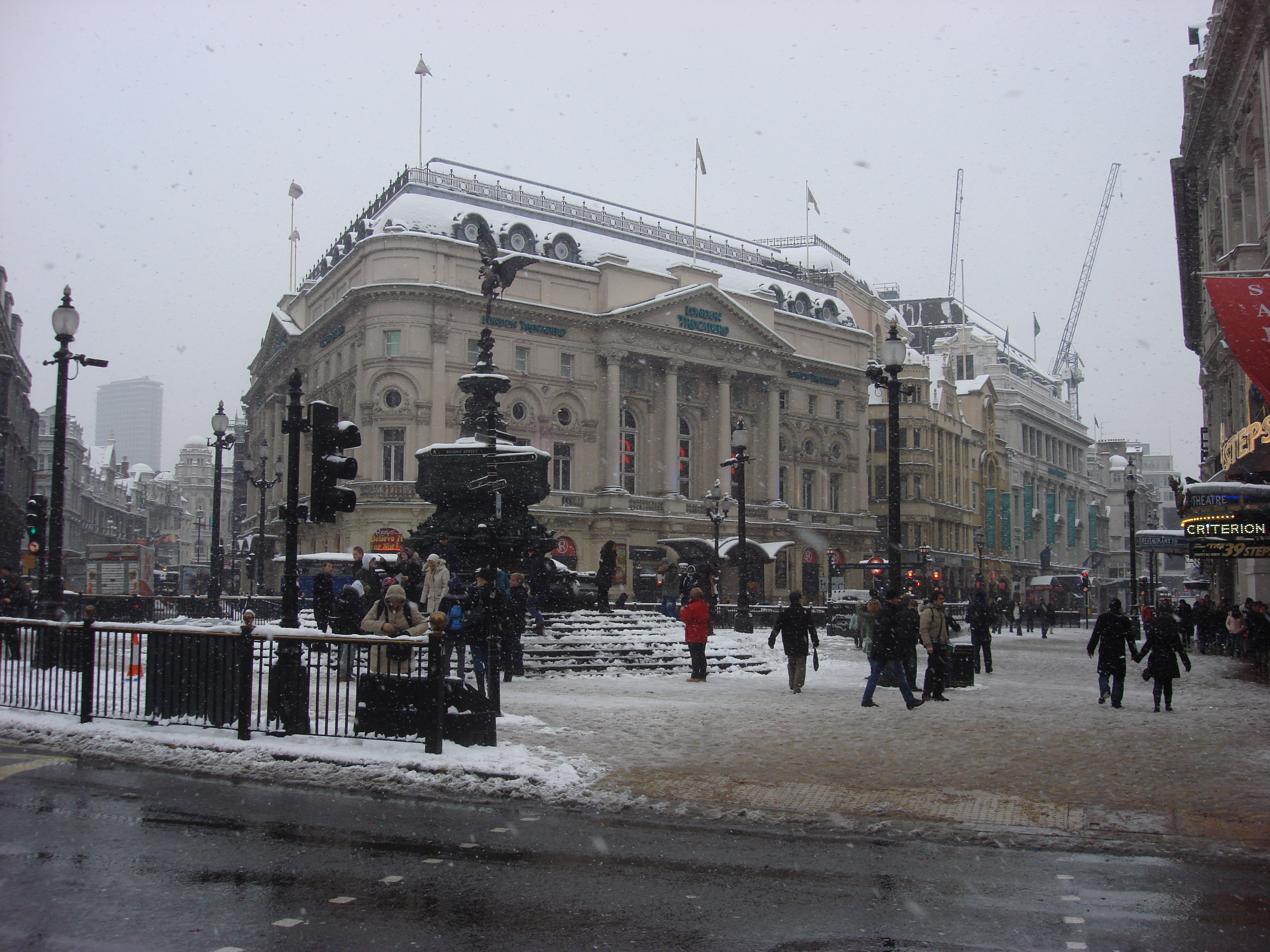
El London Pavilion en febrero de 2009.

En 1913 se colocaron dos carteles luminosos temporales en la fachada del edificio, anunciando la Exposición Universal de Gante. En 1920 se colocó el primer cartel permanente, de 21 pies de altura (6,40 metros), que fue aprobado por el London Council. Al año siguiente, el responsable del restaurante colocó un segundo cartel frente a su parte de la fachada, que las autoridades municipales obligaron a retirar. En 1923, se colocó un enorme anuncio luminoso de la marca de ginebra Gordon's, que fue seguido por otras seis señales de grandes dimensiones. Las autoridades intentaron retirar dichos anuncios, aunque solo contaban con argumentos técnicos para solicitar la retirada de algunos de ellos. El edificio se mantuvo cubierto de publicidad hasta la restauración de la fachada en 1977.
En 1934, el edificio experimentó una alteración estructural significativa, y se convirtió en un cine. Las obras costaron £70.000, y fueron dirigidas por F.G.M. Chancellor, de Frank Matcham y  Co. Fue la sede del estreno de películas como La maldición de Frankenstein en mayo de 1957, ocasión para la que el hall de entrada se decoró tomando el aspecto de laboratorio de Frankenstein, con el Monstruo en un tanque. En julio de 1964, fue el escenario para el estreno de "A Hard Days Night". En 1986, el Pabellón cerró sus puertas para siempre como teatro. El interior del edificio se vació, y se convirtió en una galería comercial, conservando sólo la fachada de 1885, los muros exteriores y la cubierta. Ese mismo año se inauguró una exposición de figuras de cera denominada Rock Circus, organizada por el Grupo Madame Tussauds. La exposición constaba de figuras de cera de famosos músicos de rock y pop. La exhibición Rock Circus cerró definitivamente en septiembre de 2001.
En 2000, el edificio pasó a formar parte del Trocadero, y la señalización del edificio fue modificada en 2003 para  mostrar London Trocadero en lugar de London Pavilion. El sótano del edificio se conecta con la estación de metro y el resto del Trocadero. El London Pavilion alberga hoy Ripley's Believe It or Not!, Una atracción turística dedicada a lo extraño, lo insólito e increíble, que abrió sus puertas en agosto de 2008.